# Талін (Вірменія)
Талі́н (вірм. Թալին) — місто у Вірменії, в марзі (області) Арагацотн на трасі Єреван — Гюмрі, за 66 км на північний захід від Єревана та за 18 км на північ від залізничної станції Кармрашен.

## Історія
У V-VII ст. він був центром вірменського князівства. У місті є Мала церква і Великий храм. Мала церква розташована в центрі Таліна і являє собою хрестоподібну в плані трьохапсидну церкву центрально-купольної композиції. Вона була споруджена в другій половині VII століття князем Нерсехом Камсараканом. Великий Талінській храм був побудований Камсараканом у VII столітті. Це триапсидна купольна базиліка. 1840 року землетрус зруйнував баню і більшу частину південної та західної стіни. Рельєфи з храму експонують в Єреванському історичному музеї.

## Міста-побратими
- Бур-ле-Валанс, Франція